# Admonti kolostor

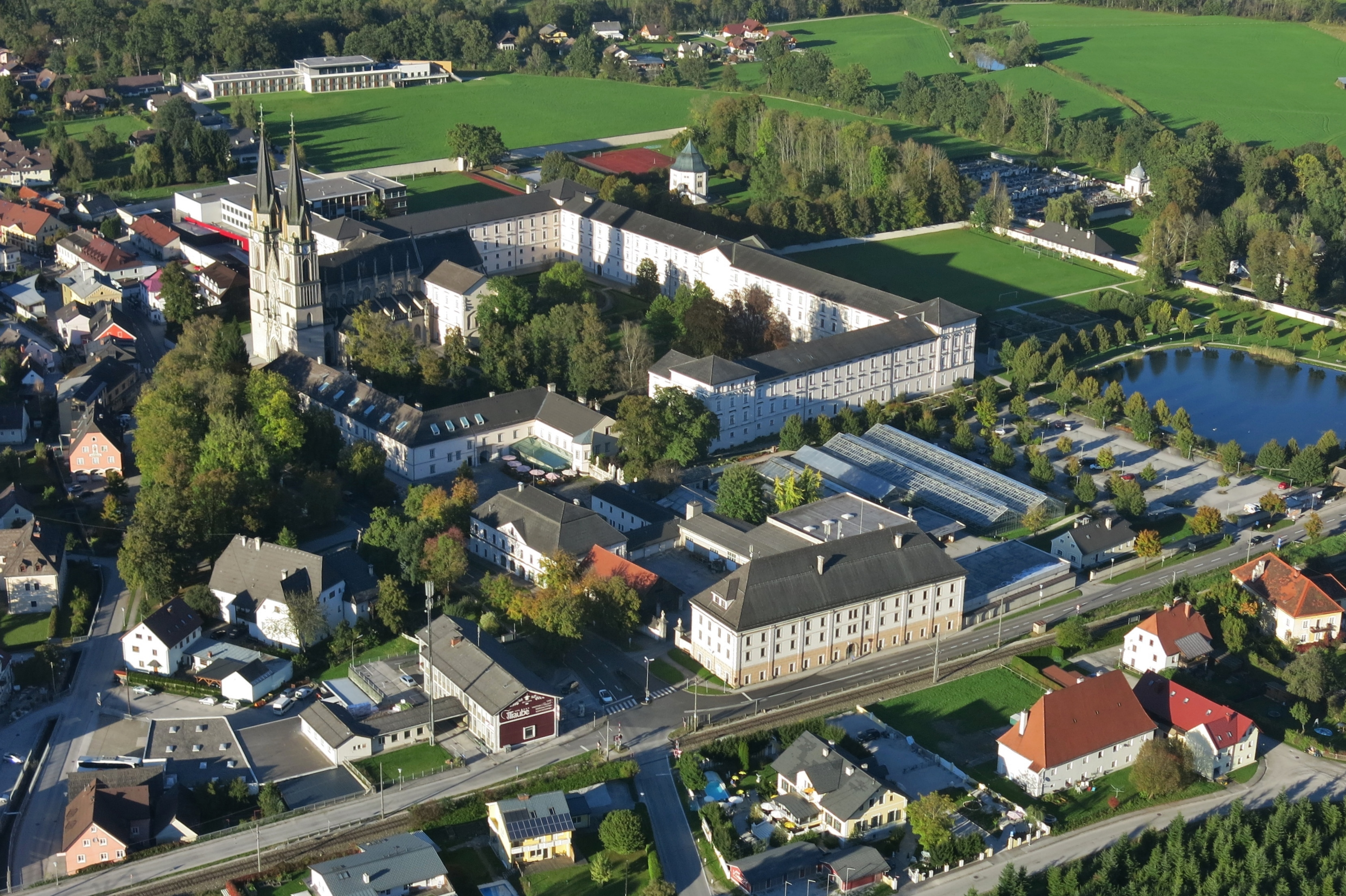
A kolostor épületeinek látképe

Az Admonti Szent Balázs bencés rendi apátság (latinul: Abbatia Sancti Blasii Admontensis O.S.B.) Stájerország legősibb kolostora, melyet még 1074-ben Gebhard salzburgi érsek-herceg alapított, ezáltal a legrégebbi létező kolostor Stájerországban, melyben a világ legnagyobb kolostori könyvtára és egy modern múzeum, benne barokk és kortárs építészet, művészet emlékei a középkortól napjainkig, valamint természettudományi múzeum, korai kéziratok és nyomtatványok, különleges kiállítások találhatók.

## Fekvése
Ausztriában, Felső-Stájerország területén, a Gesäuse Nemzeti Park egy sziklás völgyében található.

## Története

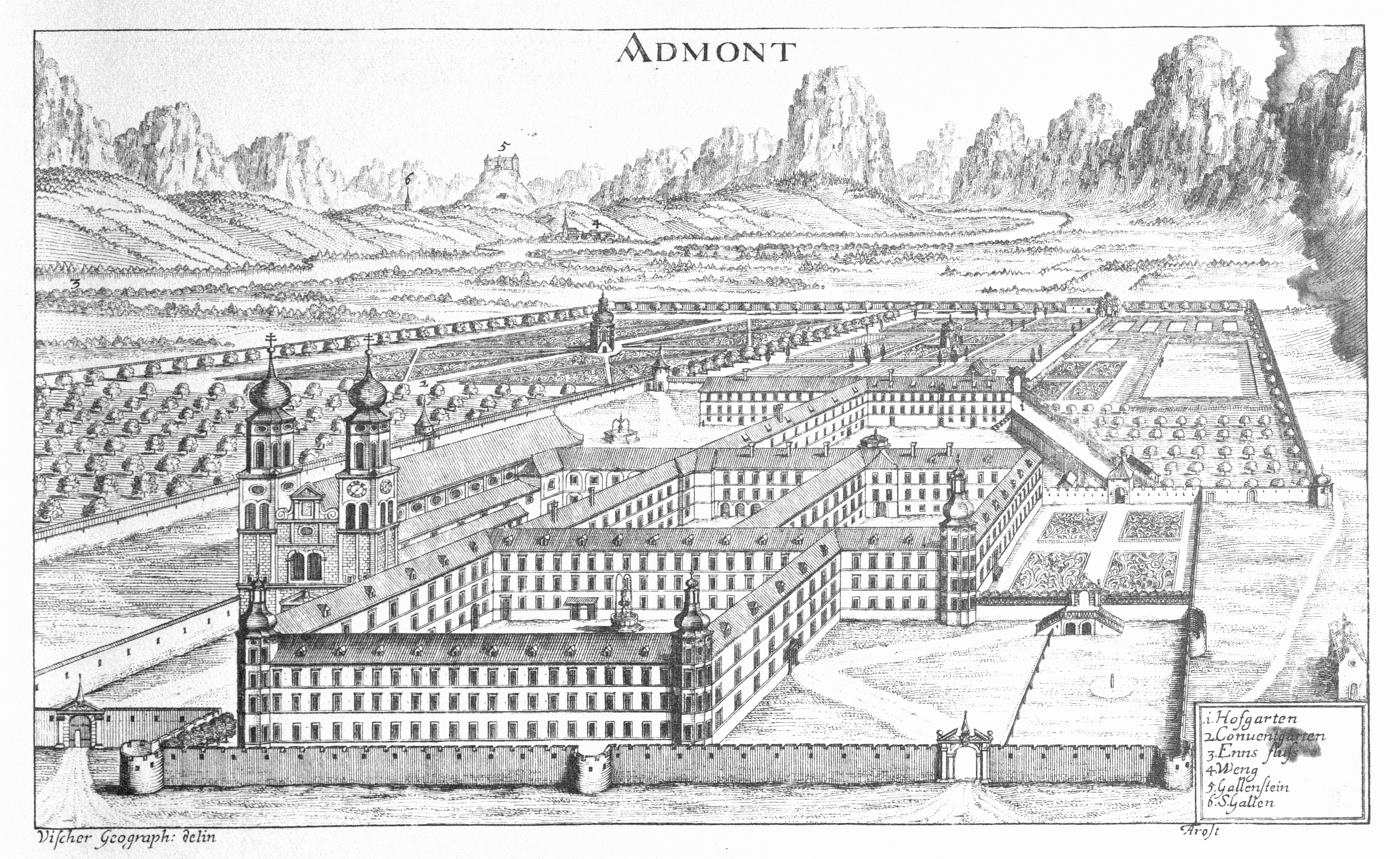

A kolostort 1074-ben Gurki Szent Hemma kezdeményezésére Admontban Gebhard salzburgi érsek alapította. Első szerzetesei a salzburgi Szent Péter-kolostorból jöttek. A kolostor évszázadokon át nem csak mint egy vallási központ volt Felső-Stájerországban, hanem a művészet és a tudomány központja is. 

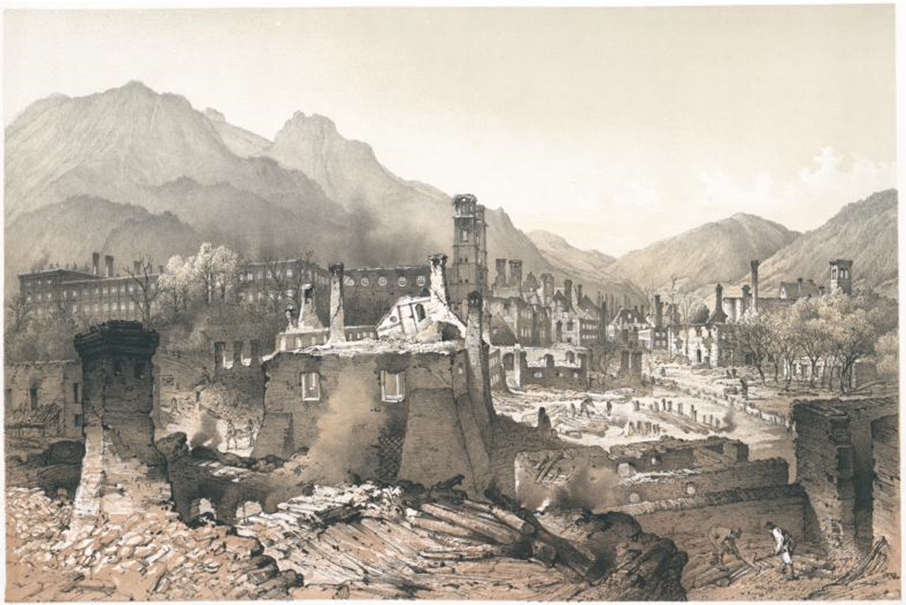
A kolostor és a templom a nagy tűzvész után

Wolfhold apát 1115–1137 között apácakolostort is alapított, amely azonban a 16. században kihalt. A 12. századtól a salzburgi érsek sok plébániát bízott a szerzetesekre, ma is 30 plébániát lát el a kolostor.
Az épületeket 1865-ben hatalmas tűzvész pusztította, melyben a könyvtár kivételével szinte az egész kolostor elpusztult, a templom is leégett. Az új templom a regensburgi székesegyház mintája alapján gótikus és román stílusban épült fel, melyet 1869-ben szenteltek fel.
Az apátságban élő bencés szerzetesek életritmusát mind a mai napig az imádkozás, az iskola, a kultúra és a szociális segítségnyújtás terén végzett sokoldalú feladatok, valamint az élet mélységeinek kutatása és megismerése határozza meg. Az apátság az idők folyamán spirituális és kulturális központtá fejlődött.
Kulturális szempontból az apátság fő nevezetessége 80 000 kötetes barokk világhírű könyvtára, melyet évszázadok óta látogatók generációi csodálnak meg. Múzeuma kiállítótermeiben pedig középkori kéziratok és korai lenyomatok, műtárgyak találhatók a középkortól a jelenkorig, itt található az apátság multimédiás prezentációja és egy természettudományi gyűjtemény is.
Apátjai közül magyar szempontból kiemelkedik Schenzl Guidó, aki Magyarországon jelentős pedagógiai, természettudományos és tudományszervező tevékenységet fejtett ki.
Itt élt apácaként II. Béla király lánya, Zsófia.

## A kolostor

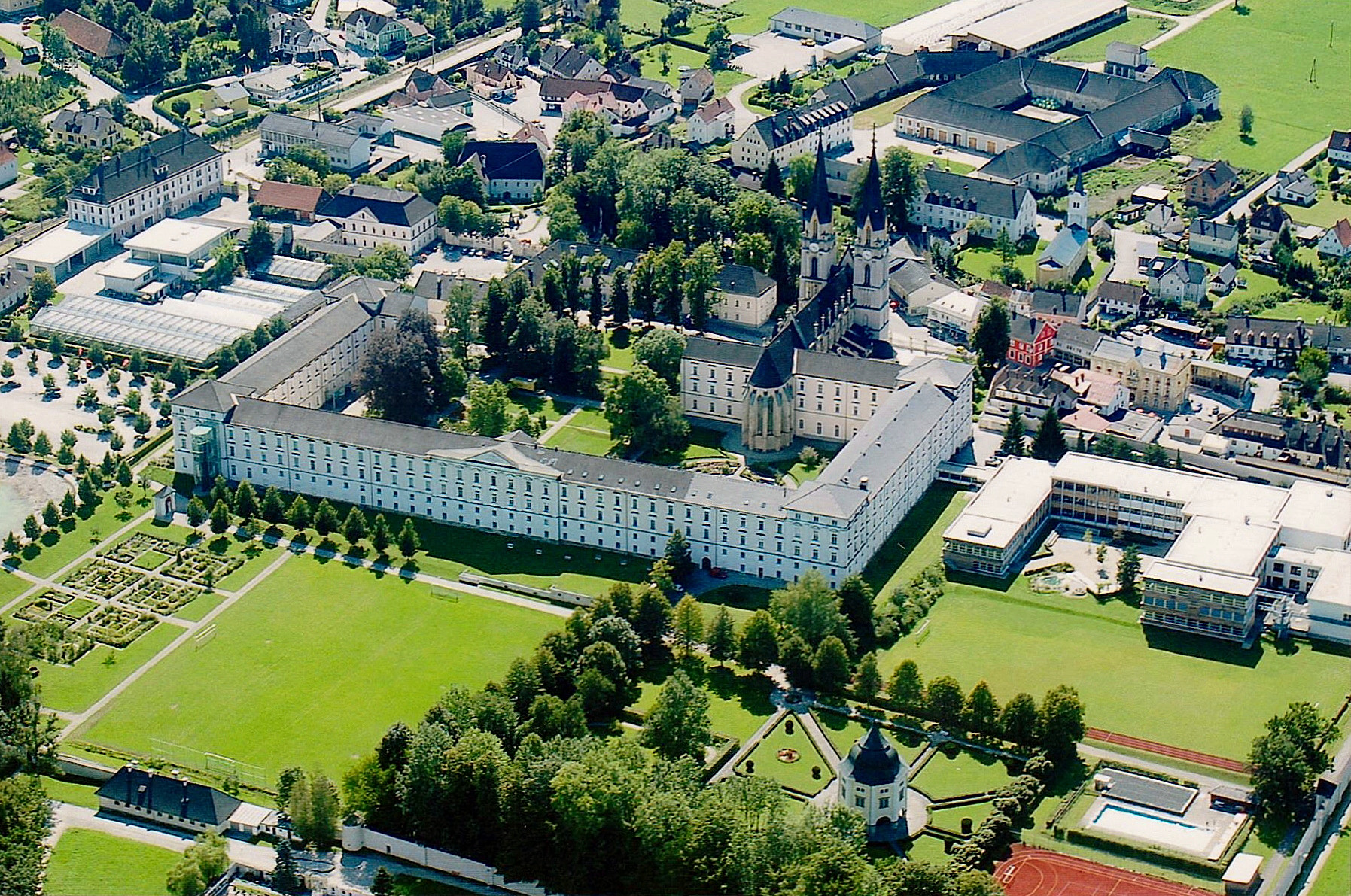
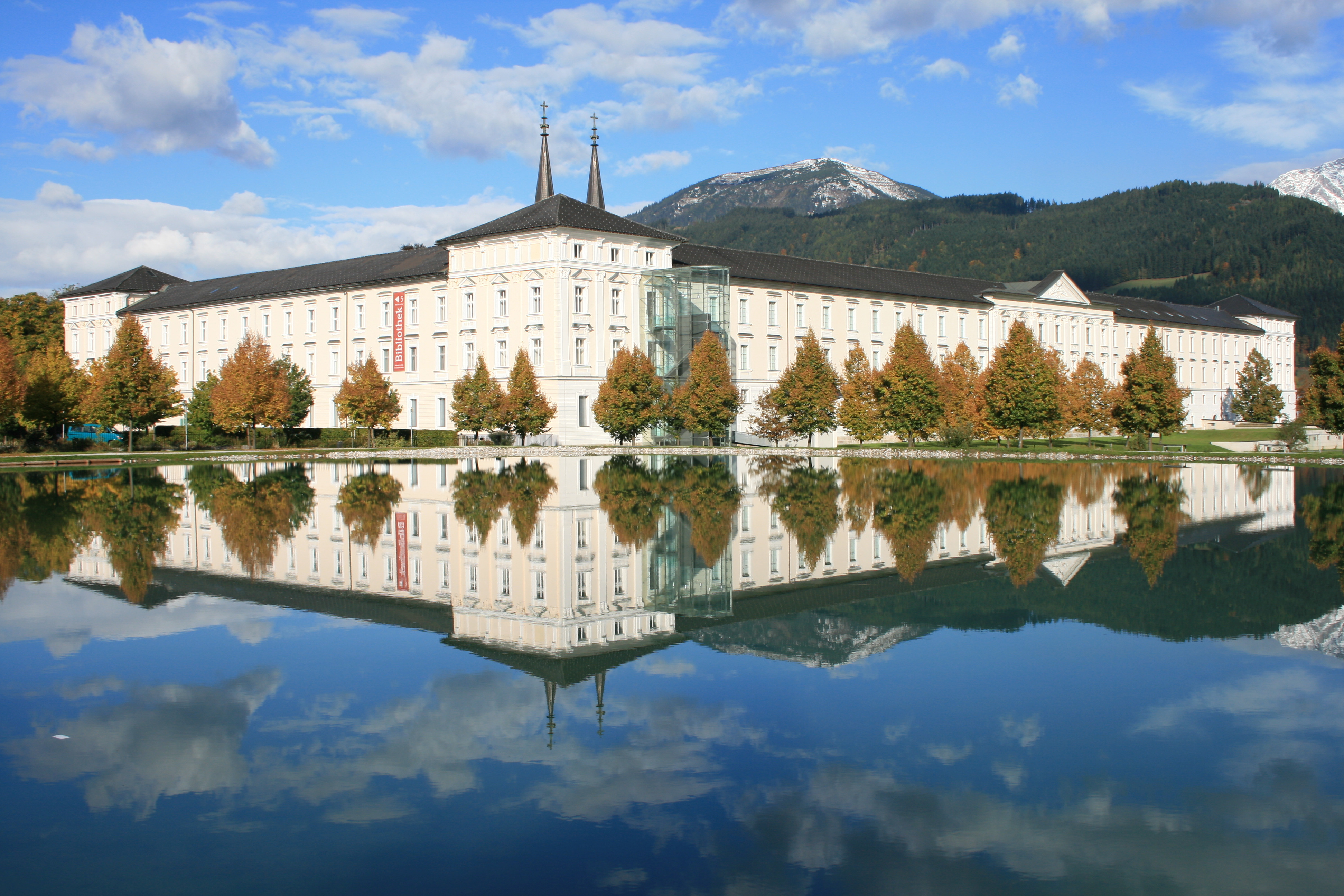
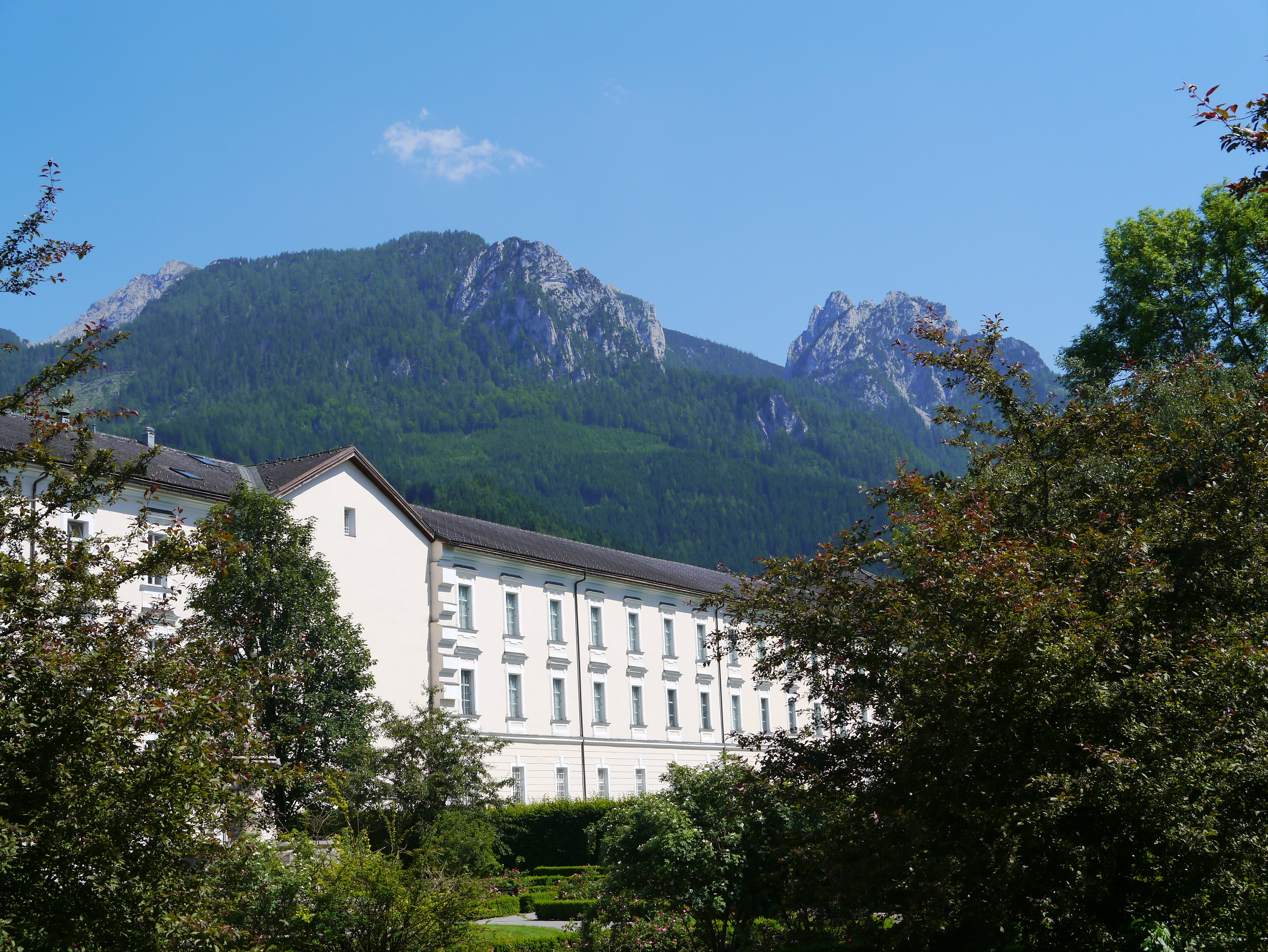
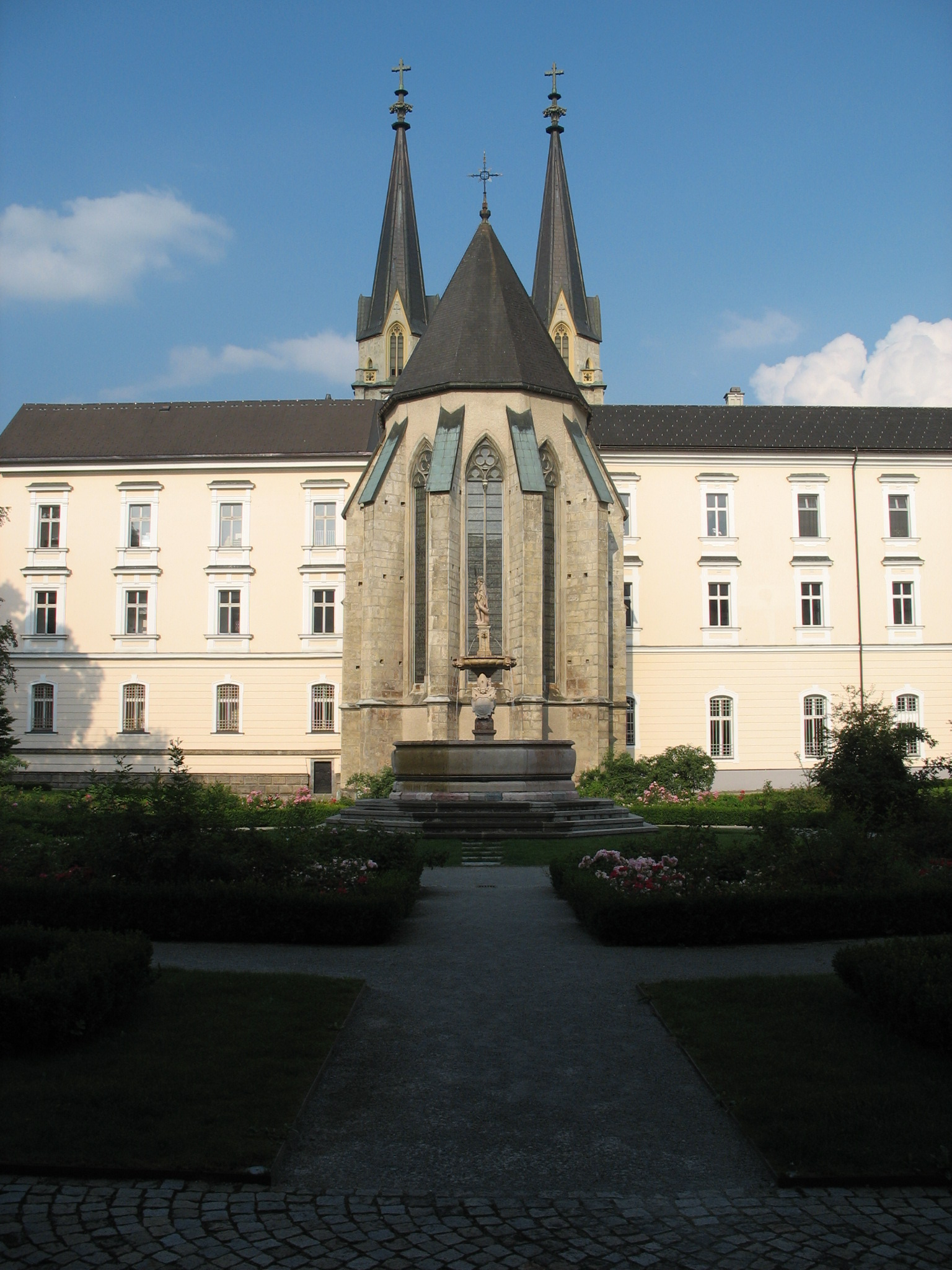
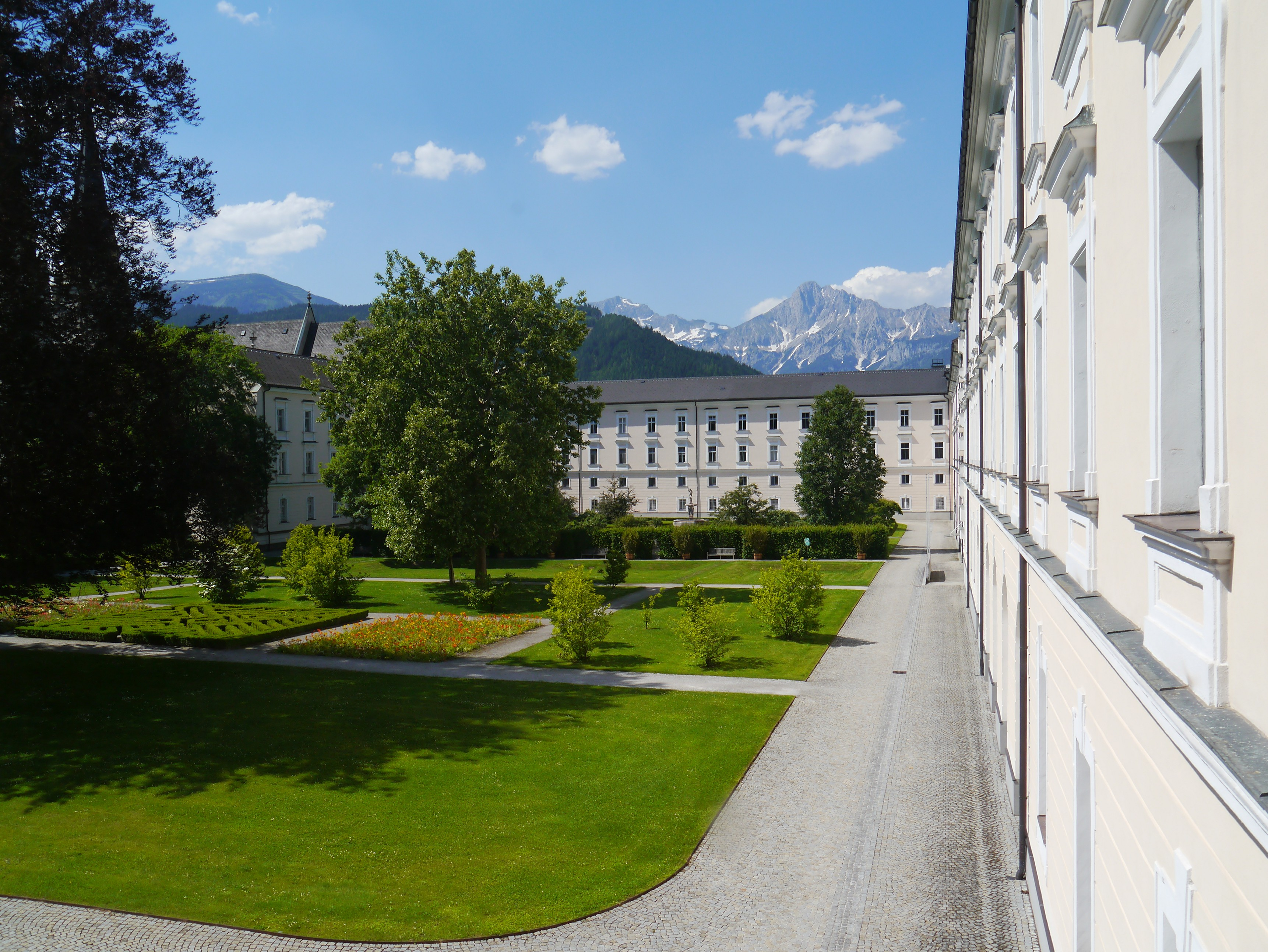

## A kolostorkönyvtár

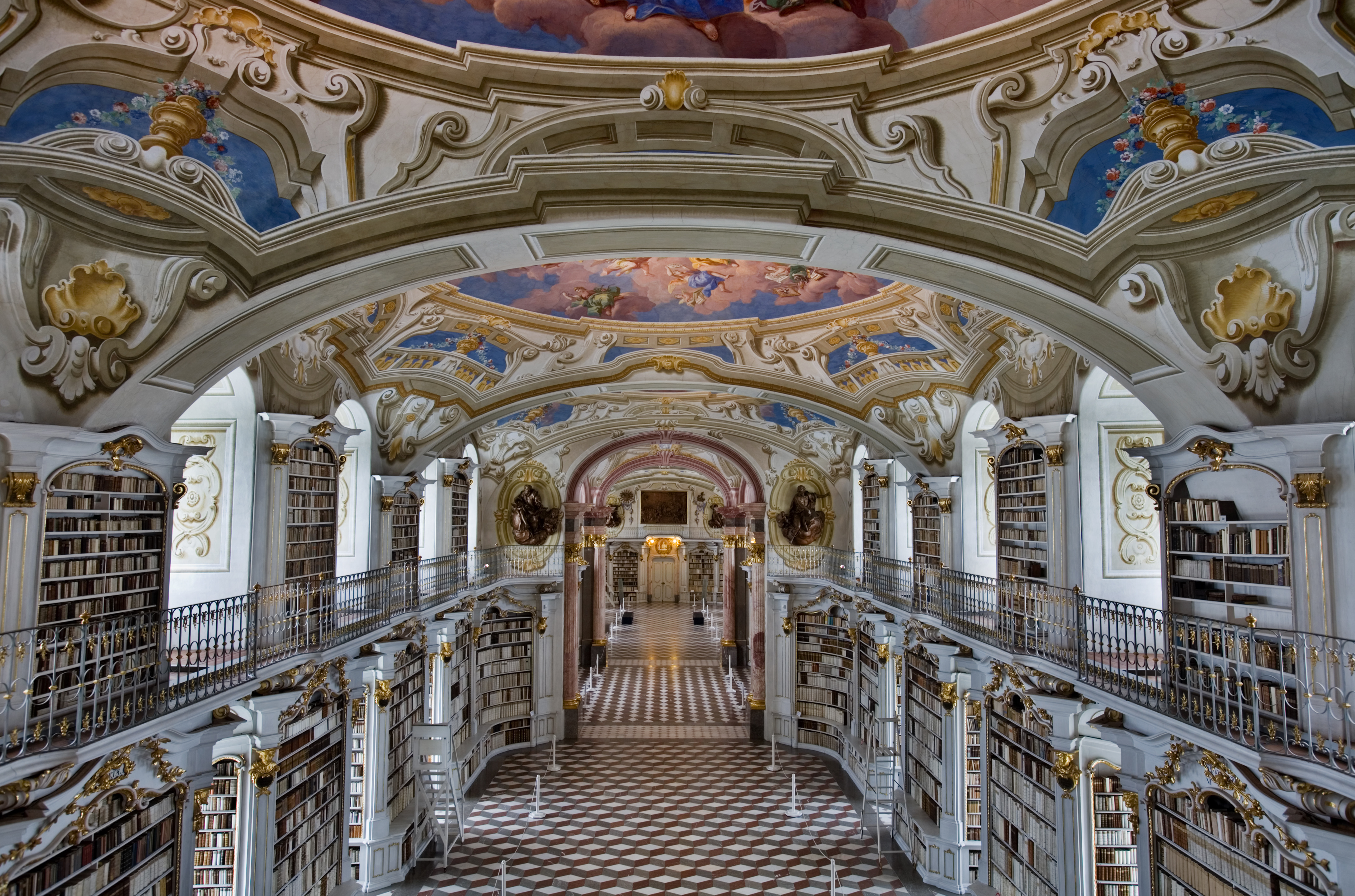
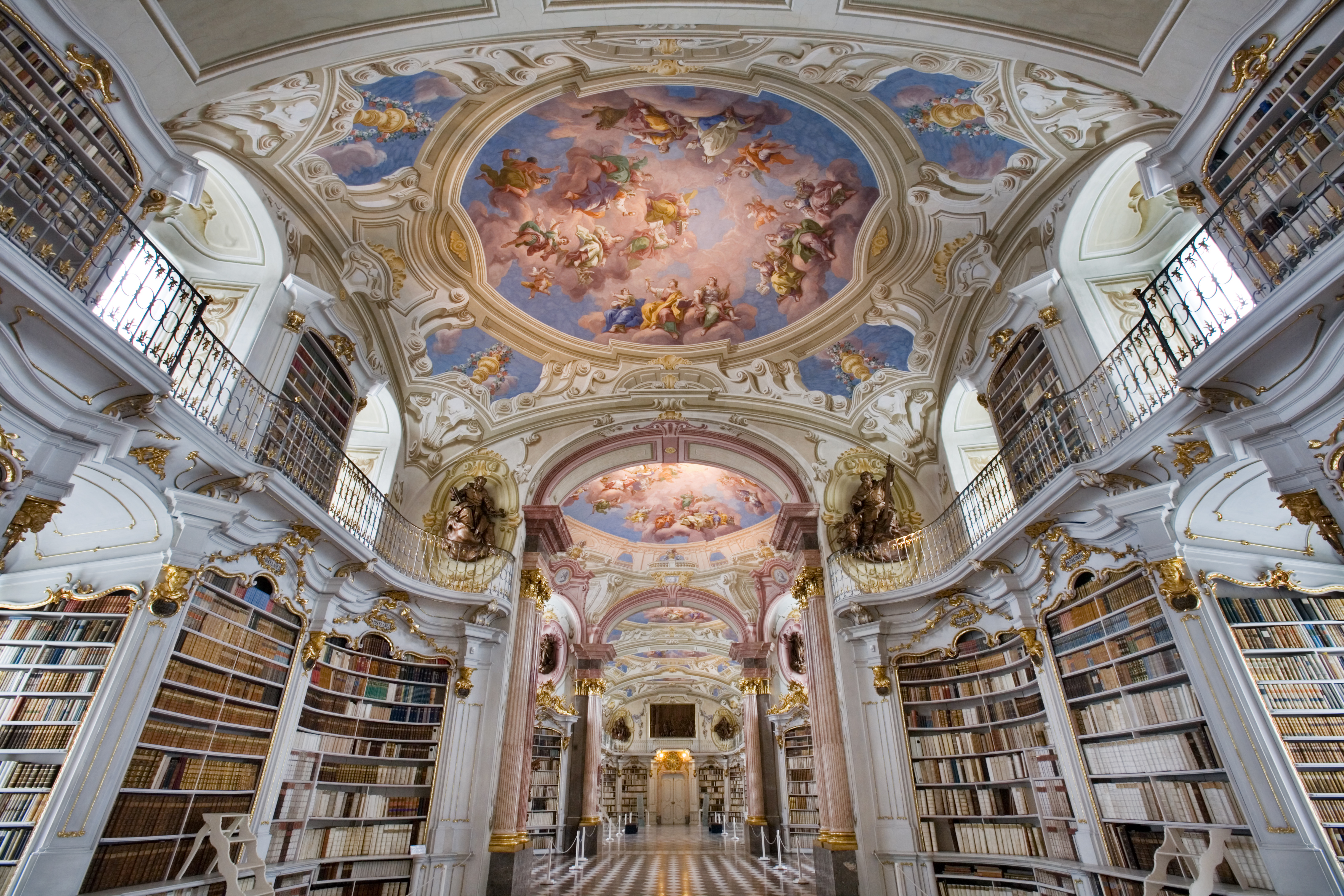
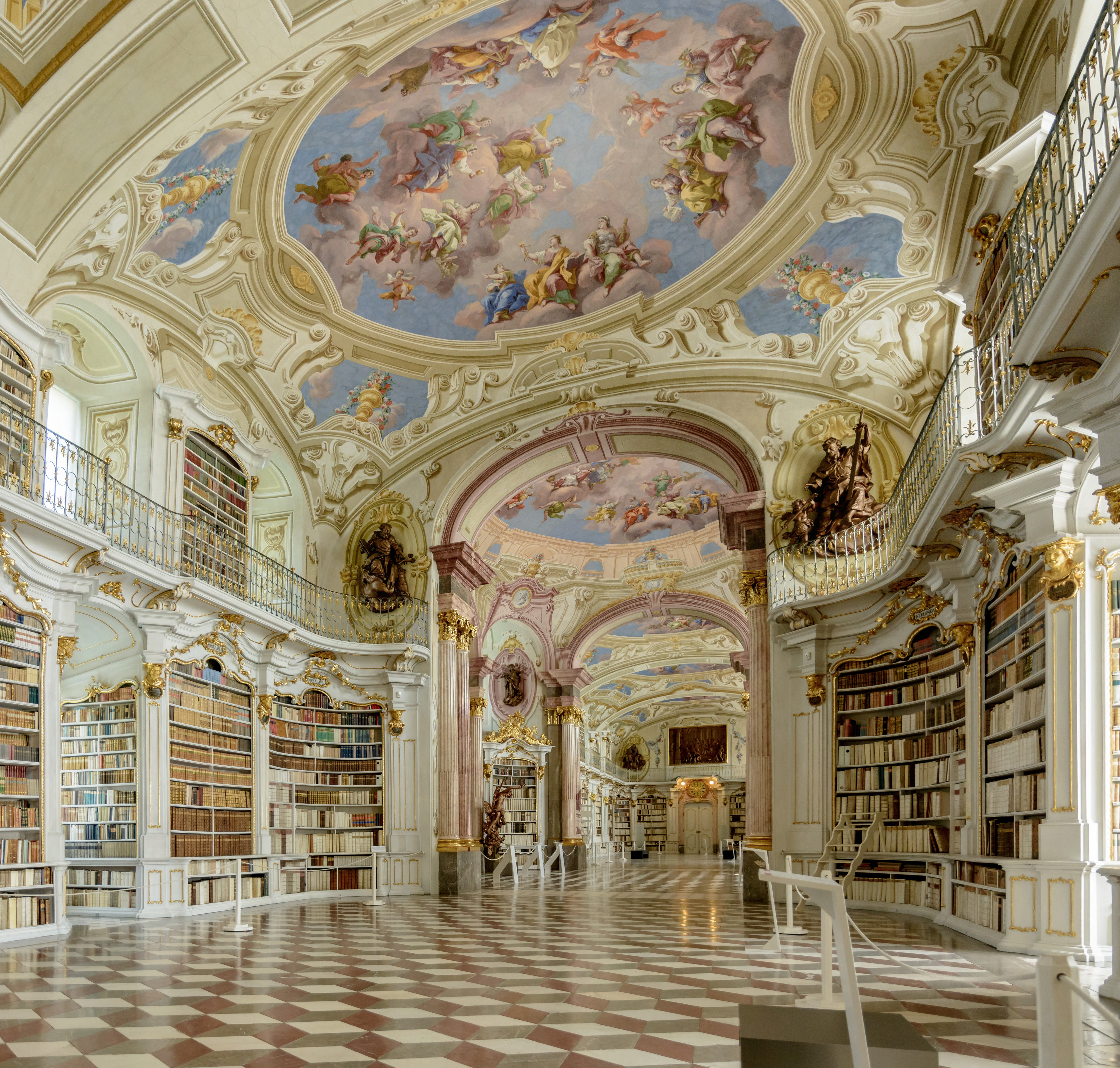
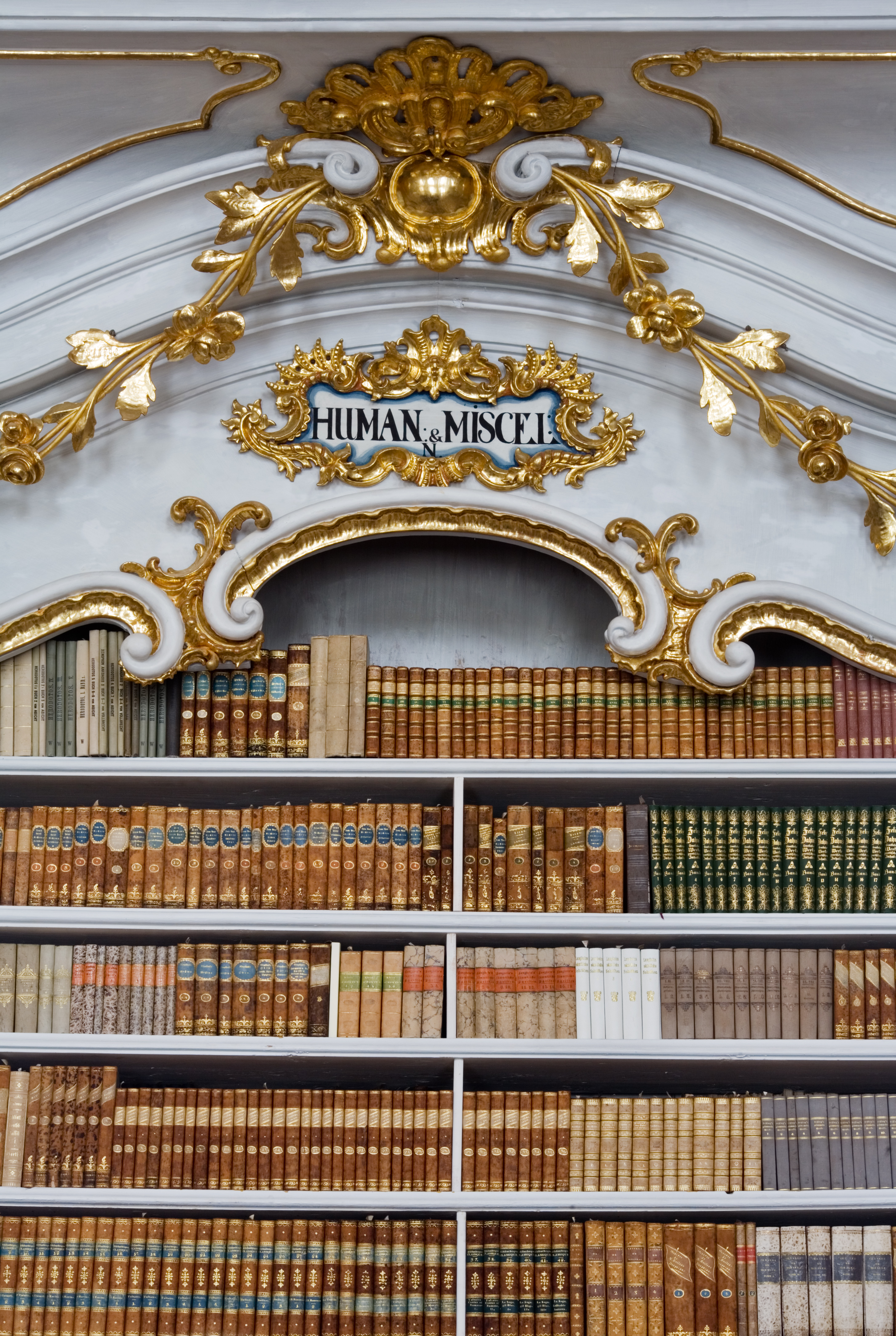
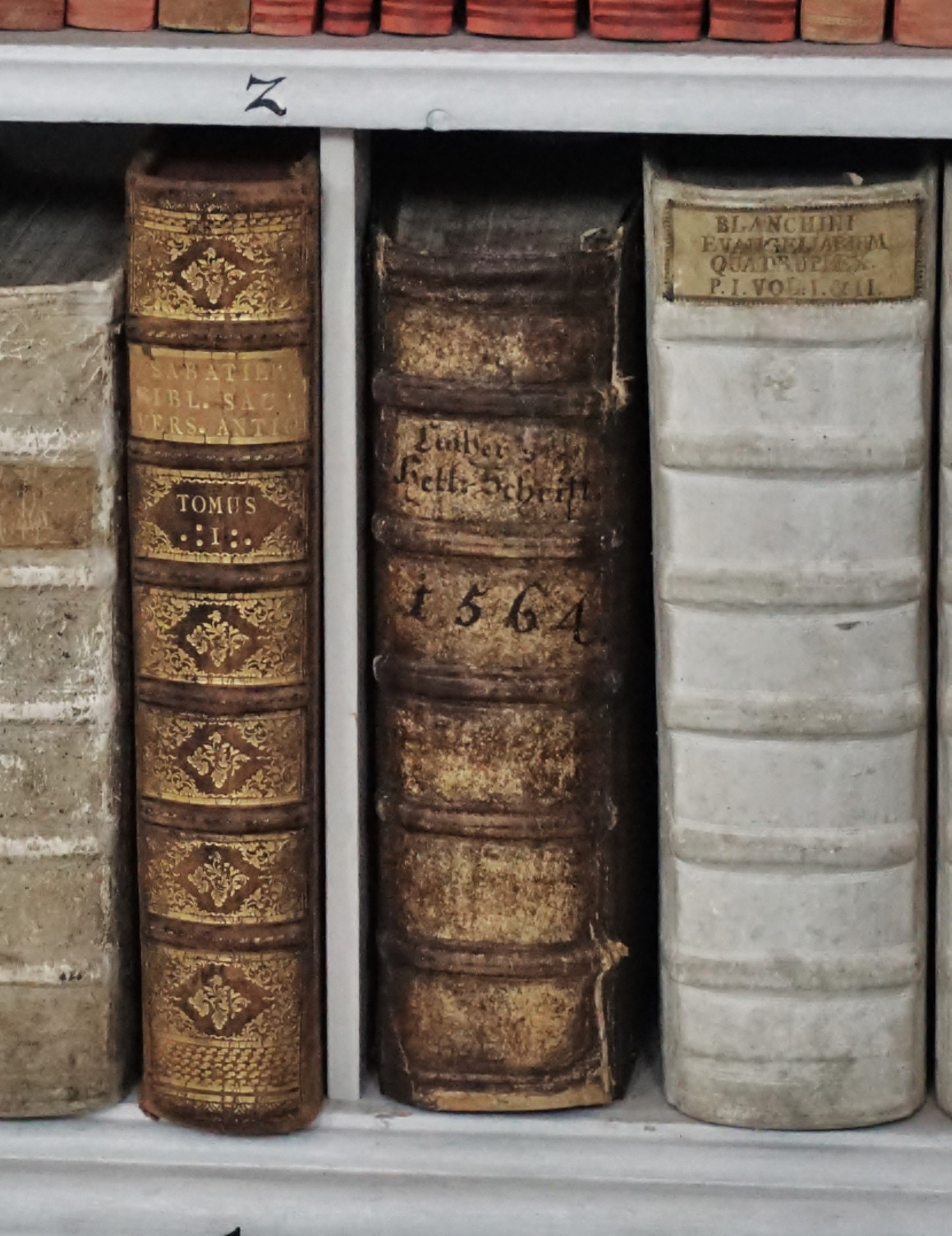

## Kolostortemplom

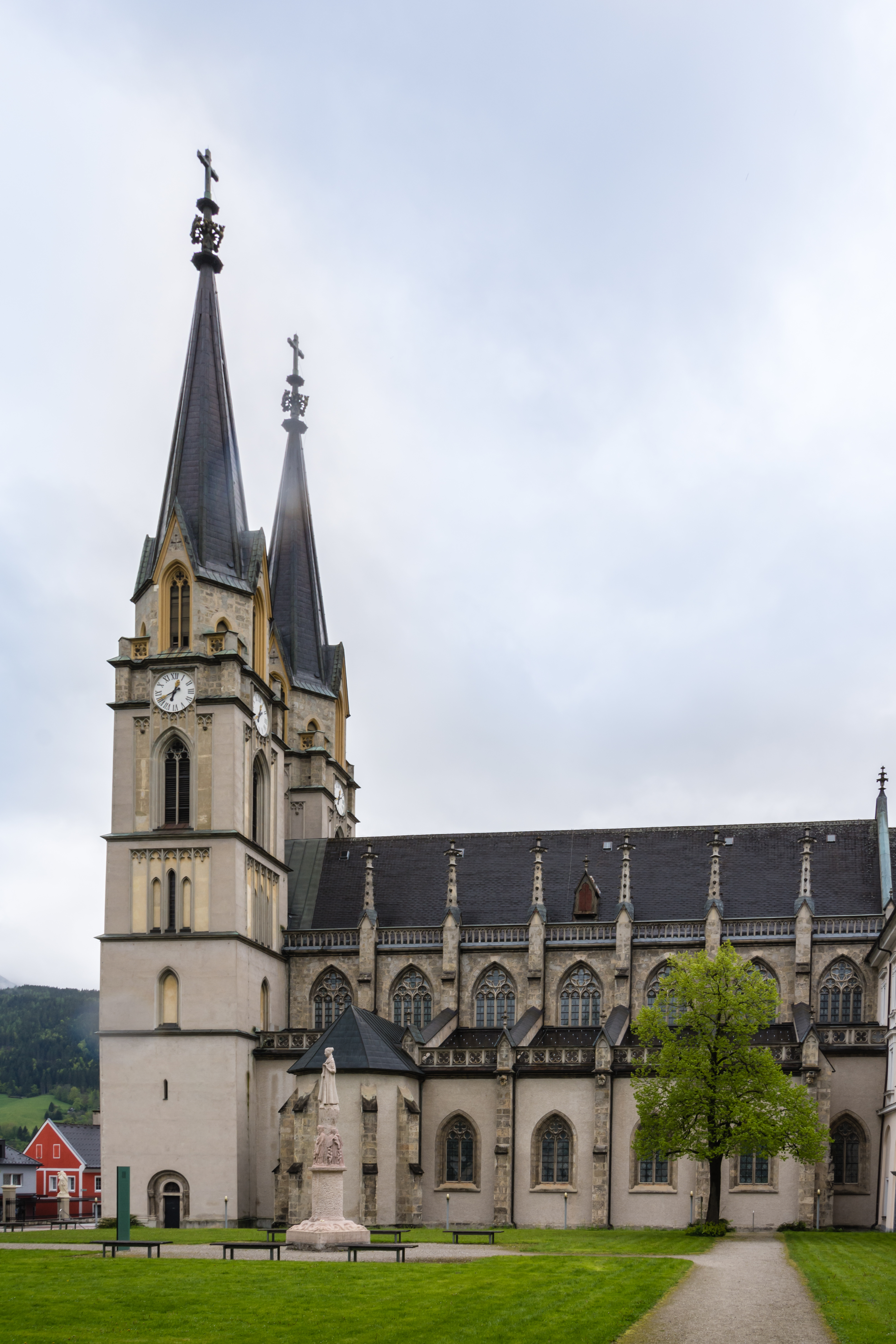
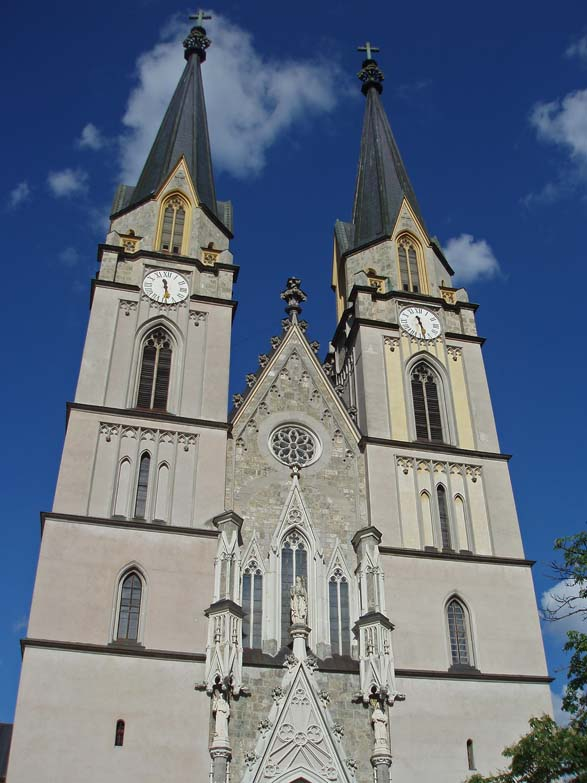
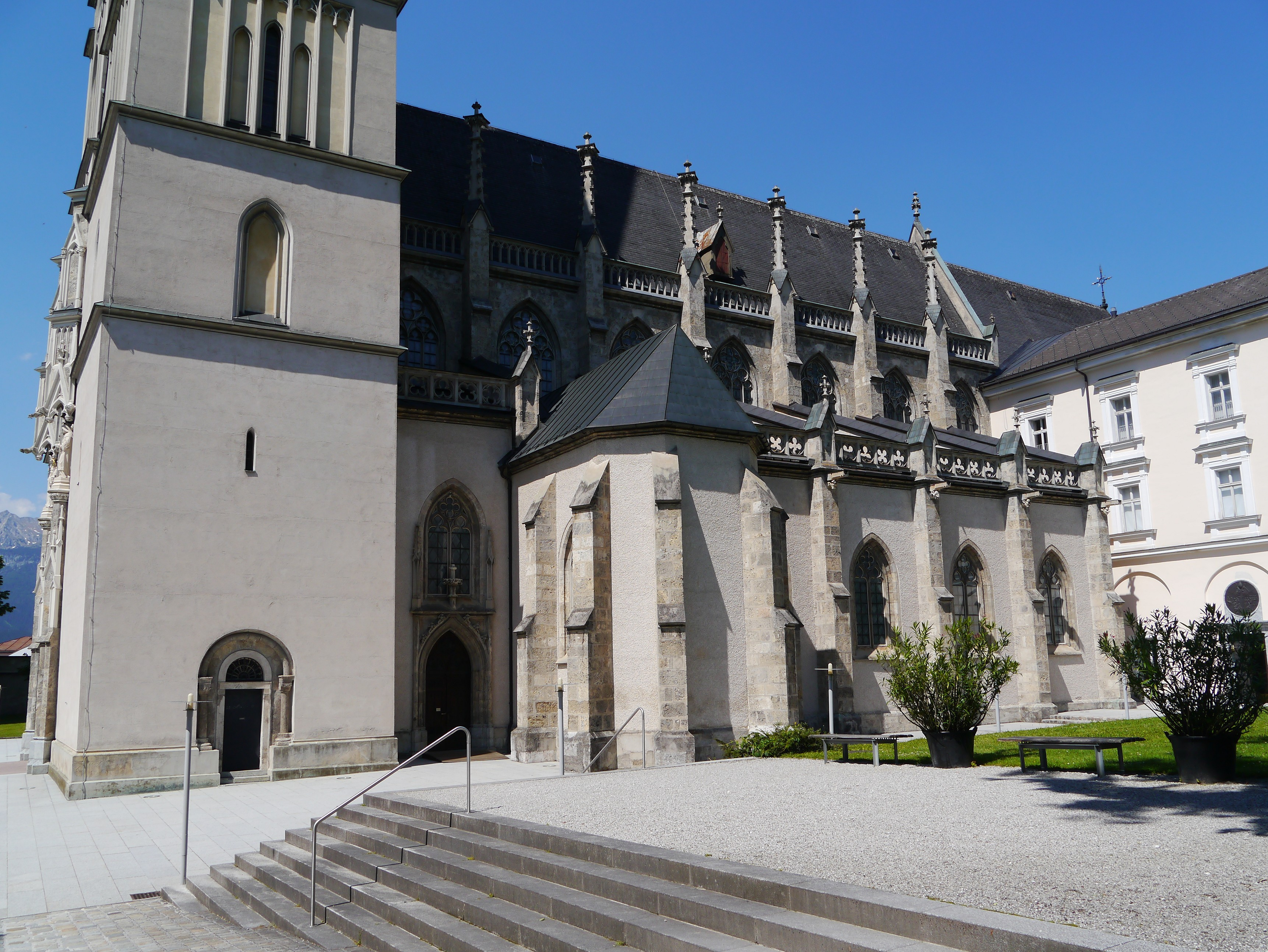
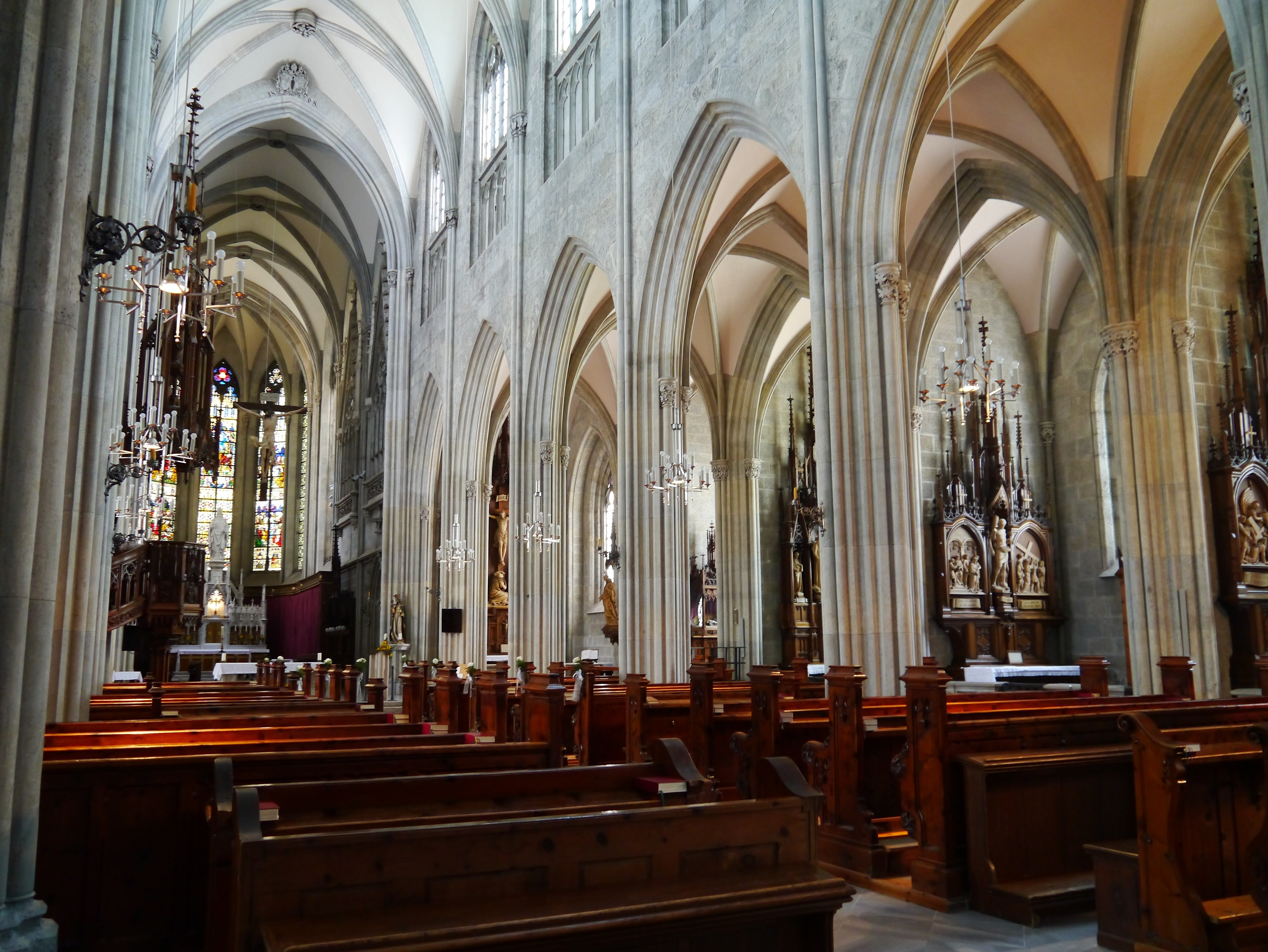
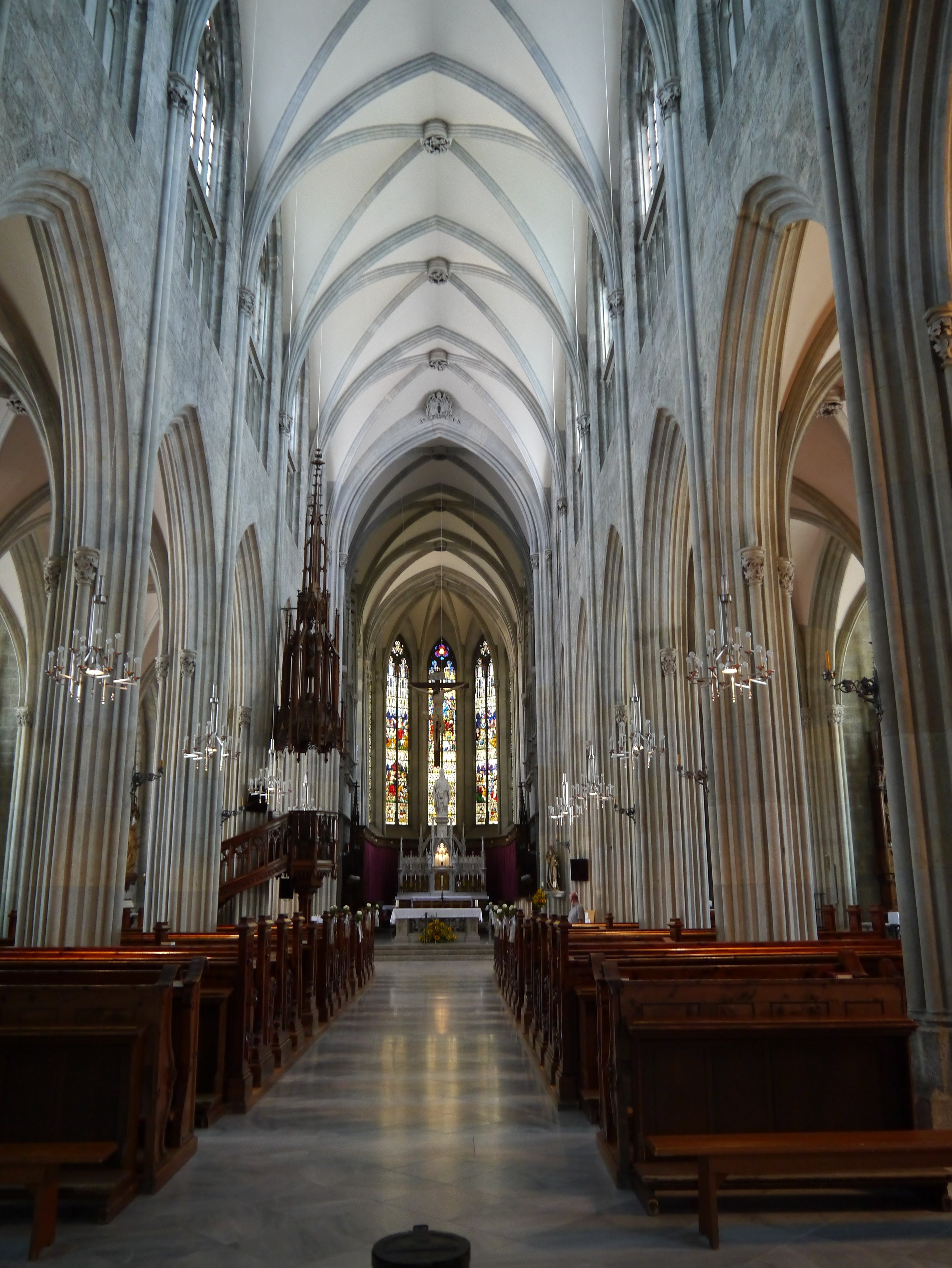